# رونالد كومان
رونالد كومان (بالهولندية: Ronald Koeman)‏، من مواليد 21 مارس 1963 في زاندام في هولندا، لاعب كرة قدم سابق ومدرب كرة قدم هولندي حالي، وهو أخ إروين كومان.
بدأ رونالد مسيرته الاحترافية في عام 1980 مع نادي خرونيغين، و لعب لهم حتى عام 1983، و شارك خلالها في 89 مباراة وسجل 33 هدف، وفي عام 1983 انتقل إلى نادي أياكس أمستردام الهولندي، ولعب لهم 64 مباراة وسجل 23 هدف، وفي عام 1986 انتقل إلى نادي بي أس في آيندهوفن الهولندي، ولعب لهم حتى عام 1989، و شارك خلالها في 98 مباراة وسجل 51 هدف، وفي عام 1989 انتقل إلى نادي برشلونة الإسباني، وقادهم إلى الفوز بدوري أبطال أوروبا للمرة الأولى في تاريخهم في عام 1992، و لعب معهم 192 مباراة وسجل خلالها 67 هدف، وفي عام 1995 انتقل إلى نادي فينورد الهولندي، ولعب معهم 61 مباراة وسجل 19 هدف وأعتزل كرة القدم في عام 1997..
و لعب كومان مع منتخب هولندا لكرة القدم منذ عام 1983 و حتى عام 1994، و شارك معهم في 78 مباراة وسجل 22 هدف، وأبرز إنجازاته مع المنتخب هو الفوز بكأس الأمم الأوروبية لكرة القدم 1988 واشتهر بانه المدافع الهداف.

## مسيرته في هولندا
بدأ كومان مسيرته المهنية في نادي جرونينجن، أول ظهور له في سن الـ17 عامًا و183 يومًا في الفوز 2-0 في الدوري الهولندي. هذا جعله ثالث أصغر لاعب في تاريخ النادي، بعد بييت Wildschut وبيرت سجل ثلاثة وثلاثون هدفا في تسعين مباراة في ثلاثة مواسم له في النادي المدافع الشاب تم استدعاؤهم من قبل فريق الوطني هولندا واصبح بطل الدوري الهولندي مع أياكس. بعد أن فشلت في الدفاع عن لقبه في الموسم الأول كومان في النادي، استعاد فريق أمستردام البطولة في 1984-1985. وشهد الموسم التالي يوهان كرويف يتولى منصب المدير الفني لفريق اياكس، وعلى الرغم من تسجيله 120 هدفا في 34 مباراة الدوري الهولندي والفوز بكأس الاتحاد الهولندي، تمكن أن ينهي فقط المركز الثاني في الدوري منافسيه خلف ايندهوفن.ن صيف عام 1986، كومان نقل لفي صفقة مثيرة للجدل إلى ايندهوفن للعب مع البطل. نحو نهاية الموسم 1986-1987، استقال كراي وحل محله جوس هيدينك، تحت إدارة منهم ايندهوفن متصدر الدوري تفوقت اياكس في الأسابيع الأخيرة من الموسم للدفاع عن لقب الدوري. يتمتع كومان المزيد من النجاح مع هيدينك وايندهوفن في المواسم التالية، كما فاز الفريق أيضا 1987-1988 و1988-1989 ألقاب الدوري الهولندي والنادي لأول مرة، وحتى الآن فقط، كأس أوروبا ضد بنفيكا في شتوتجارت يوم 25مايو 1988. ايندهوفن قد فاز أيضا كأس الاتحاد الهولندي في عامي 1988 و 1989، مما يجعل نجاحاتهم في العامين يضاعف ثلاث مرات والزوجي على التوالي. في كتابه ثلاثة مواسم في ايندهوفن، سجل كومان51 هدفا في 98 مباراة في الدوري، حيث بلغ متوسطها أكثر من هدف واحد في كل مباراتين. خلال 1987-1988، وسجل أعلى الموسم التهديف من مشواره مع الفريق، برصيد 21 هدفا وسجل في الدوري.

## مع برشلونة
في عام 1989، كومان إعادة انضم-مدربه اياكس السابق يوهان كرويف إلى برشلونة، حيث أصبح عضوًا في «فريق الأحلام». خلال أول موسم له مع الفريق، فاز برشلونة في بطولة كأس ملك إسبانيا بعد الفوز على ريال مدريد 2-0 في المباراة النهائية. جنبا إلى جنب مع لاعبين مثل خريستو ستويشكوف وروماريو، بيب جوارديولا ومايكل لاودروب، ساعد كومان النادي على الفوز الدوري الاسباني أربع سنوات متتالية من عام 1991 إلى عام 1994. وفي عام 1992، وسجل الهدف الوحيد في نهائي كأس أوروبا ضد سامبدوريا في ويمبلي لجعل برشلونة بطل أوروبا للمرة الأولى في تاريخه. مع هذا، أصبح أول لاعب يسجل في مباراتين نهائيتين على التوالي من المسابقات الأوروبية المختلفة، بعد أن سجل الهدف الوحيد في برشلونة ضد مانشستر يونايتد في نهائي كأس الكؤوس الأوروبية 1991.كان معروفا كومان أيضا لبلده قوة ركلات حرة بقدمه اليمنى والقدرة حيث سجل العديد من الأهداف الحيوية للفريق. جاء واحد من أفضل الضربات له في الدوري الأسباني في الفوز التاريخي 5-0 على ريال مدريد في الكلاسيكو في الكامب نو، ركلة حرة مما يجعل النتيجة 2-0. وكان كومان هداف برصيد ثمانية أهداف في دوري أبطال أوروبا 1993-1994،

## عودته إلى هولندا والاعتزال
بعد ست سنوات وأكثر من 200 مباراة مع برشلونة، غادر كومان كاتالونيا للعودة إلى هولندا في عام 1995. في الانضمام فينورد، أصبح واحدا من عدد قليل من اللاعبين لتمثيل كل من كرة القدم الهولندية «الثلاثة الكبار». قضى كومان موسمين في روتردام، قاد فريق فينورد إلى ثالث والمركز الثاني في الدوري الهولندي على التوالي.أنهى كومان مسيرته مع 193 هدفا في الدوري من 533 مباراة (قبل دانيال باساريلا الذي سجل 182 هدفا في 556 مباراة) خلال مسيرته، أكثر من أي مدافع آخر في تاريخ كرة القدم.

## المسيرة الدولية
في أبريل 1983، لأول مرة كومان للمنتخب هولندا في خسارة ودية 3-0 من السويد في أوتريخت. وضع علامة في هذه المباراة أيضا أول ظهور المنتخب البرتقالي لشقيقه الأكبر اروين. وجاء أول هدف رونالد الدولي في ديسمبر كانون الاول من العام نفسه، في هزيمة 3-0 من أيسلندا في استاد جرونينجن.مع هولندا غير قادرة على التأهل لكأس الأمم الأوروبية 1984 وكأس العالم 1986 لكرة القدم، وجاءت أول مرة بطولة كومان في نهائيات كأس الامم الأوروبية عام 1988 في ألمانيا الغربية، حيث هزم فريق رينوس مايكلز "المضيفين في مرحلة نصف النهائي، مع كومان وسجل ضربة الجزاء الحاسمة ل التعادل وجعله 1-1. بعد هذه المباراة، في المباراة النهائية، هزم هولندا الاتحاد السوفيتي 2-0 في الملعب الاولمبي في ميونيخ للفوز باللقب الدولي الرئيسي الوحيد في البلاد. الانتهاء من هذا في كومان غير عادية 1988 بعد فوزه بثلاث بطولات مع ايندهوفن.ذهب كومان لتمثيل بلاده في نهائيات كأس العالم عامي 1990 و 1994، وكذلك اليورو عام 1992، مجموعه 78 مباراة دولية مع منتخب هولندا، وسجل 14 هدفا.

## الإنجازات

### كلاعب
نادي أياكس
- الدوري الهولندي الممتاز: 1984–85.[8]
- كأس هولندا: 1985–86[8]

نادي آيندهوفن
- الدوري الهولندي الممتاز: 1986–87، 1987–88، 1988–89.[8]
- كأس هولندا: 1987–88، 1988–89.[8]
- دوري أبطال أوروبا: 1987–88.[8]

نادي برشلونة
- الدوري الإسباني: 1990–91، 1991–92، 1992–93، 1993–94.[8]
- كأس ملك إسبانيا: 1989–90.[8]
- كأس السوبر الإسباني: 1991، 1992، 1994.[8]
- دوري أبطال أوروبا: 1991–92.[8]
- كأس السوبر الأوروبي: 1992.[8]

منتخب هولندا
- بطولة أمم أوروبا: 1988.

جوائز فردية
- جائزة أفضل لاعب هولندي: 1987، 1988.
- تشكيلة العام في أمم أوروبا: 1988.[9]
- قائمة هدافي دوري أبطال أوروبا: 1993–94.
- أفضل لاعبي كرة القدم الأوروبية بمناسبة اليوبيل الذهبي: المركز الـ26.

### كمدرب
نادي أياكس
- الدوري الهولندي الممتاز: 2001–02، 2003–04.
- كأس هولندا: 2001–02.
- درع يوهان كرويف: 2002.

نادي بنفيكا
- كأس السوبر البرتغالي: 2005.

نادي آيندهوفن
- الدوري الهولندي الممتاز: 2006–07.

نادي فالنسيا
- كأس ملك إسبانيا: 2007–08.

إي زد ألكمار
- درع يوهان كرويف: 2009.

نادي برشلونة
- كأس ملك إسبانيا: 2020–21.

منتخب هولندا
- دوري الأمم الأوروبية: 2019 (وصيف).[10]

جوائز فردية
- جائزة رينوس ميشيلز: 2011–12.
- مدرب الشهر في الدوري الإنجليزي الممتاز: سبتمبر 2014، يناير 2015، يناير 2016.[11]

## وصلات خارجية
- رونالد كومان على موقع IMDb (الإنجليزية)
- رونالد كومان على موقع قاعدة بيانات الفيلم (الإنجليزية)
- رونالد كومان على موقع الاتحاد الدولي (مؤرشف)  (الإنجليزية)
- رونالد كومان على موقع قاعدة بيانات كرة القدم.إي يو (الإنجليزية)
- رونالد كومان على موقع ليكيب (الفرنسية)
- رونالد كومان على موقع ناشيونال فوتبول تيمز (الإنجليزية)
- رونالد كومان على موقع Soccerway.com (الإنجليزية)
- رونالد كومان على موقع كووورة
- الموقع الرسمي لرونالد كومان